# Capácuaro
Capácuaro es una localidad mexicana ubicada en el estado de Michoacán, dentro del municipio de Uruapan.

## Geografía
Capácuaro se localiza en el noreste del municipio de Uruapan, mismo que se ubica en el centro-oeste de Michoacán. Se encuentra a 2262 m s. n. m. y cubre un área de 2.4 km².

## Demografía
De acuerdo con el censo de 2020, Capácuaro tenía un total de 6581 habitantes, de los cuales 3298 eran mujeres y 3283, hombres.
Había 1385 viviendas particulares habitadas, con un promedio de 4.75 ocupantes por vivienda y 1.47 por habitación.
| Gráfica de evolución demográfica de Capácuaro entre 1900 y 2020 |
|                                                                 |
| Fuente: Instituto Nacional de Estadística y Geografía.          |